# Le secret de la Licorne

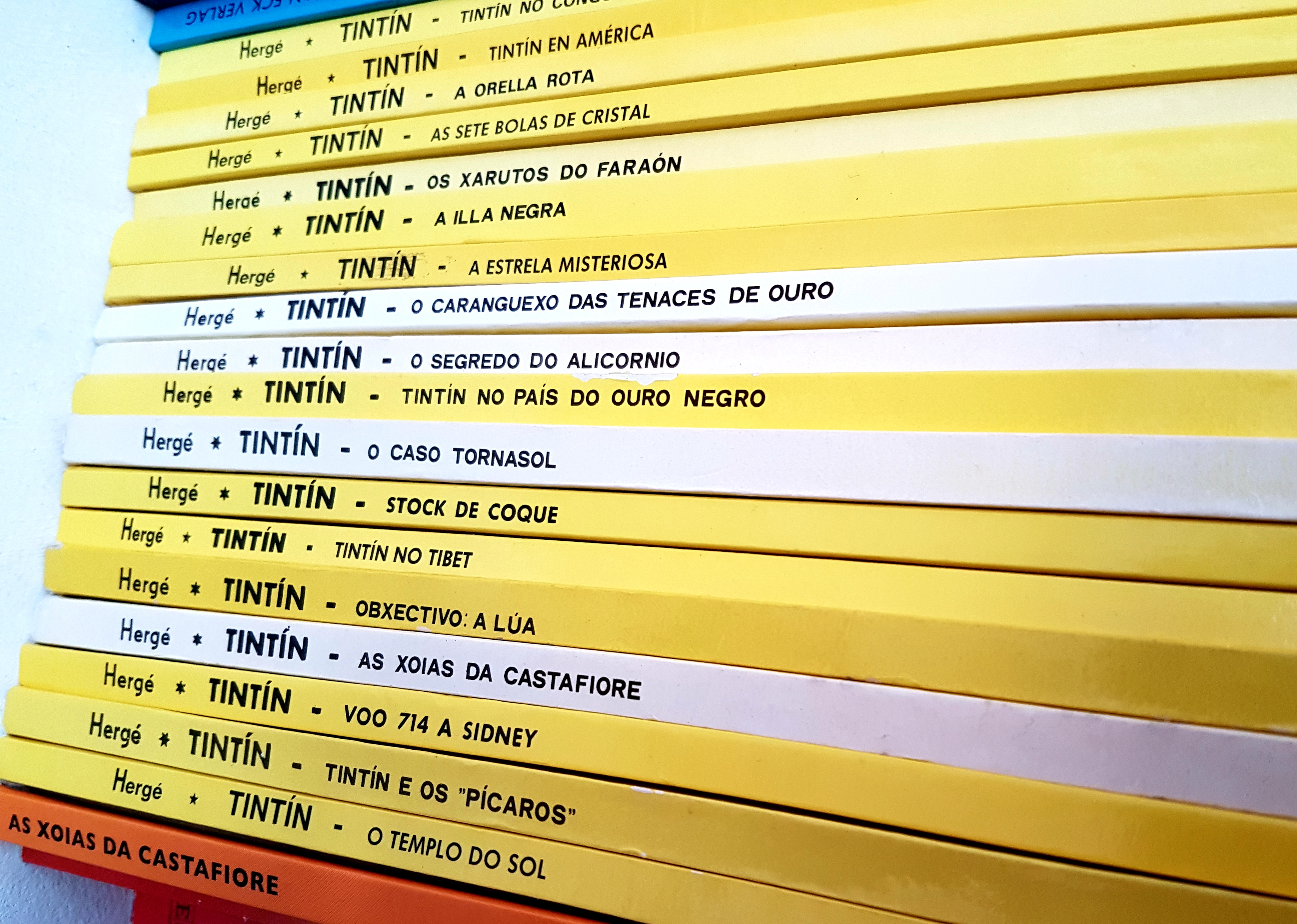
Álbum dos livros de, As Aventuras de Tintin

Le secret de la Licorne (publicado em português como O Segredo do Licorne ou O Segredo do Unicórnio)  é o décimo primeiro álbum da série de banda desenhada franco-belga As aventuras de Tintim, produzida pelo belga Hergé.   Encomendado pelo jornal belga Le Soir foi editado diariamente entre de junho de 1942 a janeiro de 1943, em meio à ocupação alemã da Bélgica durante a Segunda Guerra Mundial.  história mostra o jovem jornalista belga Tintim, o seu cão Milu  e seu amigo Capitão Haddock que que descobrem um enigma deixado pelo ancestral de Haddock do século XVII, Sir Francis Haddock, que poderia levá-los ao tesouro escondido do pirata Rackham, o Terrível. Para desvendar o enigma, Tintin e Haddock devem obter três modelos idênticos do navio de Sir Francis, o Licorne, mas descobrem que os criminosos também procuram esse modelo e estão dispostos a matar para obtê-los.
Le secret de la Licorne foi um sucesso comercial e foi publicado no formato álbum pela Casterman logo após a sua conclusão. Hergé concluiu o arco começado nesta história em Le trésor de Rackham le Rouge, enquanto a própria série se tornou uma parte definidora da tradição da banda desenhada franco-belga. Le secret de la Licorne permaneceu como álbum favorito de Hergé até criar Tintin au Tibet (1960). A história foi adaptada para a série animada Les aventures de Tintin, d'après Hergé do estúdio belga Belvision em 1957, para a série animada As Aventuras de Tintim dos estúdios Ellipse Animation e Nelvana, e para o longa-metragem As Aventuras de Tintin (2011), dirigido por Steven Spielberg.

## Sinopse
Em 'O segredo do Licorne', Tintim compra para o amigo Haddock o modelo de um galeão antigo, que, por coincidência, era a réplica do navio de um antepassado do capitão, o cavaleiro de Hadoque. O modelo é roubado, e logo depois a casa de Tintim é toda revirada. O que os assaltantes procuravam? Por sua vez, o capitão acha no sótão de casa as memórias do cavaleiro. Nelas, ele narra seu encontro no Caribe com o pirata Rackham, o Terrível, que o captura com seu navio, para o qual transfere os tesouros que havia pilhado. O cavaleiro consegue escapar e afunda o Licorne com todo o tesouro a bordo. Divide o mapa com a localização do naufrágio em três partes, que esconde em réplicas do navio. Muitos anos depois, Tintim e seus amigos decidem buscar as partes do mapa, sabendo que para isso terão de driblar

## Adaptações
Le secret de la Licorne é uma das aventuras de Tintin que foram adaptadas para a primeira série animada de Tintin, Les aventures de Tintin, d'après Hergé pelo estúdio belga Belvision em 1957, dirigido por Ray Goossens e escrito por Michel Greg, ele mesmo um cartunista conhecido que em anos posteriores se tornaria editor-chefe da revista Tintim.
Em 1991, L'étoile mystérieuse foi adaptado para um episódio da série de televisão As Aventuras de Tintim, do estúdio francês Ellipse Animation e o canadense Nelvana. Dirigido por Stéphane Bernasconi, o personagem de Tintin teve a voz de Thierry Wermuth. L'étoile mystérieuse foi a oitava história adaptada na série, sendo dividida em dois episódios de vinte minutos. Dirigida por Stéphane Bernasconi, os críticos elogiaram a série por ser "geralmente fiel", com composições tendo sido tiradas diretamente dos quadrinhos originais.
Um filme de animação CGI feito com captura de movimento foi lançado em 2011, dirigido por Steven Spielberg e produzido por Peter Jackson. Lançado na maior parte do mundo de outubro a novembro de 2011, sob o título The Adventures of Tintin. O filme é parcialmente baseado em Le secret de la Licorne, combinado com elementos de Le trésor de Rackham le Rouge e Le crabe aux pinces d'or. Um videogame baseado no filme foi lançado em outubro de 2011.